# Ophiomastix ornata
Ophiomastix ornata är en ormstjärneart som beskrevs av Jean Baptiste François René Koehler 1905. Ophiomastix ornata ingår i släktet Ophiomastix och familjen Ophiocomidae. Inga underarter finns listade i Catalogue of Life.